# Opuntieae
Opuntieae är en tribus växt inom underfamiljen Opuntioideae och familjen kaktusväxter. Opuntieae innehåller sju släkten och förekommer spridda över hela den Amerikanska kontinenten.

## Släkten
- Brasiliopuntia
- Consolea
- Miqueliopuntia
- Nopalea
- Opuntia
- Tacinga
- Tunilla